# Чэн
Чэн (кит. упр. 成汉, пиньинь Chéng Hàn)— одно из 16 варварских государств, на которые распался в IV веке Северный Китай. Государство было переименовано в Хань (закрепилось название Чэн Хань). Существовало в 303 г.—347 г.
Основателем царства Чэн считается некий Ши-цзу (Ли Тэ), выходец из рода Ли. Он происходил из кочевого племени цзун. Племя цзун во времена империи Хань изначально проживало в районе Данцюй, княжества Ба-Шу (провинция Ганьсу). Во время великой смуты, цзуны перебрались из Данцюя в Ханьчжун. Затем, в период эпохи Троецарствия в Китае, правитель государства Вэй — Цао Цао опять переселил цзунов в Лоэян (Циньань в провинции Ганьсу).
При цзиньском императоре Хуэй-ди, в начале IV века, когда в провинции Ганьсу начался большой голод, вождь цзунов Ли Тэ вместе с остальными беженцами вернулся в Гуаньчжун, а оттуда — в Ба-Шу.
В 304 г. Ли Сюн, сын Ли Тэ формально основал на контролируемой им территории царство Чэн, переименованное затем в Хань. История Чэн почти не известна. В 347 г. оно было уничтожено войсками империи Восточная Цзинь.

## Императоры Чэн
| Храмовое имя                            | Посмертное имя                 | Личное имя           | Годы правления             | Эра правления (年號 niánhào) и годы эры                                                          |
| --------------------------------------- | ------------------------------ | -------------------- | -------------------------- | ------------------------------------------------------------------------------------------------ |
| Царство Чэн 成 303—338                  |                                |                      |                            |                                                                                                  |
| Ши-цзу 始祖 Shǐzǔ или Ши-цзу 世祖 Shìzǔ | Цзин-ди 景帝 Jǐngdì            | Ли Тэ 李特 Lǐ Tè     | 303                        | - Цзяньчу (建初 Jiànchū) или Цзинчу (景初 Jǐngchū) 303                                           |
| отсутствует                             | Циньвэнь-ван 秦文王 Qínwénwáng | Ли Лю 李流 Lǐ Liú    | несколько месяцев в 303 г. | отсутствует                                                                                      |
| Тай-цзун 太宗 Tàizōng                   | У-ди 武帝 Wǔdì                 | Ли Сюн 李雄 Lǐ Xióng | 303—334                    | - Цзяньсин (建興 Jiànxīng) 303—305 - Яньпин (晏平 Yànpíng) 305—311 - Юйхэн (玉衡 Yùhéng) 311—334 |
| отсутствует                             | Ай-ди 哀帝 Āidì                | Ли Бань 李班 Lǐ Bān  | 7 месяцев в 334 г.         | - Юйхэн (玉衡 Yùhéng) 7 месяцев в 334 г.                                                         |
| отсутствует                             | Ю-гун 幽公 Yōugōng             | Ли Ци 李期 Lǐ Qī     | 334—338                    | - Юйхэн (玉恆 Yùhéng) 334—338                                                                    |
| Царство Хань 漢 338—347                 |                                |                      |                            |                                                                                                  |
| Чжун-цзун 中宗 Zhōngzōng                | Чжаовэнь-ди 昭文帝 Zhāowéndì   | Ли Шоу 李壽 Lǐ Shòu  | 338—343                    | - Ханьсин (漢興 Hànxīng) 338—343                                                                 |
| отсутствует                             | Гуйи-хоу 歸義侯 Gūiyìhóu       | Ли Ши 李勢 Lǐ Shì    | 343—347                    | - Тайхэ (太和 Tàihé) 343—346 - Цзянин (嘉寧 Jiāníng) 346—347                                     |